# 王カン (梁)
王 暕（おう かん、元徽5年（477年）- 普通4年11月22日（523年12月14日））は、南朝斉から梁にかけての政治家。字は思晦。本貫は琅邪郡臨沂県。

## 経歴
王倹（王僧綽の子）の子として生まれた。弱冠にして淮南長公主を妻に迎え、駙馬都尉となった。員外散騎侍郎に任じられたが受けず、晋安王文学となった。廬陵王友・秘書丞をつとめた。建武4年（497年）、始安王蕭遙光の推薦を受けて、驃騎従事中郎となった。
蕭衍が政権を握ると、王暕は戸曹属として召され、司徒左長史に転じた。天監元年（502年）、太子中庶子に任じられ、驍騎将軍を兼ね、侍中となった。寧朔将軍・中軍長史として出された。再び侍中となり、射声校尉を兼ね、五兵尚書に転じ、給事中を加えられた。晋陵郡太守として出向した。天監10年（511年）、召還されて吏部尚書となり、まもなく国子祭酒を兼ねた。天監15年（516年）、尚書右僕射に転じ、侍中を加えられた。天監18年（519年）、尚書左僕射となった。普通元年（520年）、母が死去したために辞職して喪に服した。雲麾将軍・呉郡太守として再起した。普通3年（522年）、召還されて侍中・尚書左僕射となり、国子祭酒を兼ねた。
普通4年（523年）11月、突然の病のために死去した。享年は47。侍中・中書令・中軍将軍の位を追贈された。諡は靖といった。

## 子女
- 王訓
- 王承
- 王稚
- 王訏

## 伝記資料
- 『梁書』巻21 列伝第15
- 『南史』巻22 列伝第12